# École européenne de chirurgie
Créée en 2001 par le Professeur Guy Vallancien en partenariat avec l’université Paris-Descartes, la fédération nationale de la mutualité française et la générale de Santé, l'école européenne de chirurgie (abrégé en EEC) était un organisme de formation spécialisé dans la formation médicale continue, l’évaluation des pratiques professionnelles et la recherche en chirurgie.
L’EEC était située à Paris à l'UFR des Saints Pères et a réuni plus de 500 enseignants, universitaires, acteurs du système de soins et experts renommés, dans un projet commun de recyclage des connaissances et des pratiques. Elle forme tous les types de professionnels de santé qui interviennent dans un bloc opératoire.
Elle a formé  les chirurgiens à la chirurgie ouverte, à la chirurgie laparoscopique et endoscopique et à la chirurgie robotique.
Elle fut reconnue à l'international comme un lieu d'excellence. 
Elle a formé les chirurgiens du service de santé des armées, les personnels de l'EPRUS et les élèves directeurs de l'EHESP. 
Elle a permis à de nombreux chercheurs en chirurgie de tester des interventions et des matériels.
Elle aura formé plus de 15000 chirurgiens, infirmières et directeurs d'hôpitaux venus de 43 pays avant  de fermer en 2017. Après sa fermeture, le scandale du charnier de l'université Paris-Descartes, a révélé que l'école, qui avait le même dirigeant que le centre de don des corps a qui elle achetait des corps à bas-tarifs, les revendait à des industriels pour différentes utilisation comme des crash-tests automobiles,,. Les personnes ayant données leur corps, ainsi que leurs familles, n'étaient pas informé de cette utilisation.